# عبدل لی
عبدل‌لی (به ترکی آذربایجانی: Abdallı) یک منطقه مسکونی در جمهوری آذربایجان است که در شهرستان اغوز و در دهیاری خاچماز واقع شده‌است.

## تارنماها
- نقشه ماهواره‌ای در Maplandia.com